# Achramorpha diomediae
Achramorpha diomediae är en svampdjursart som beskrevs av Hozawa 1918. Achramorpha diomediae ingår i släktet Achramorpha och familjen Achramorphidae. Inga underarter finns listade i Catalogue of Life.